# García Ier (roi de Pampelune)
Pour les articles homonymes, voir García.
García Íñiguez, ou Garcie Ier, Garcia Ier, né en 810 et mort en 881 ou 882, il fut le deuxième roi de Pampelune où il régna de 851 à sa mort.

## Origine
García Íñiguez est le fils d'Eneko Arista (Iñigo de Navarre) et d’Onneca ou Tota, il était aussi le neveu et le beau-frère du Banu Qasi Musa ibn Musa, dit le troisième roi d’Espagne.

## Règne
Son père est frappé de paralysie vers 845 il exerce la corégence du royaume avant de lui succéder et de devenir roi en 851/852. Pendant la 8e année de son règne en 859 il doit faire face à une descente de pirates vikings qui remontent jusqu'à Pampelune et le capturent.

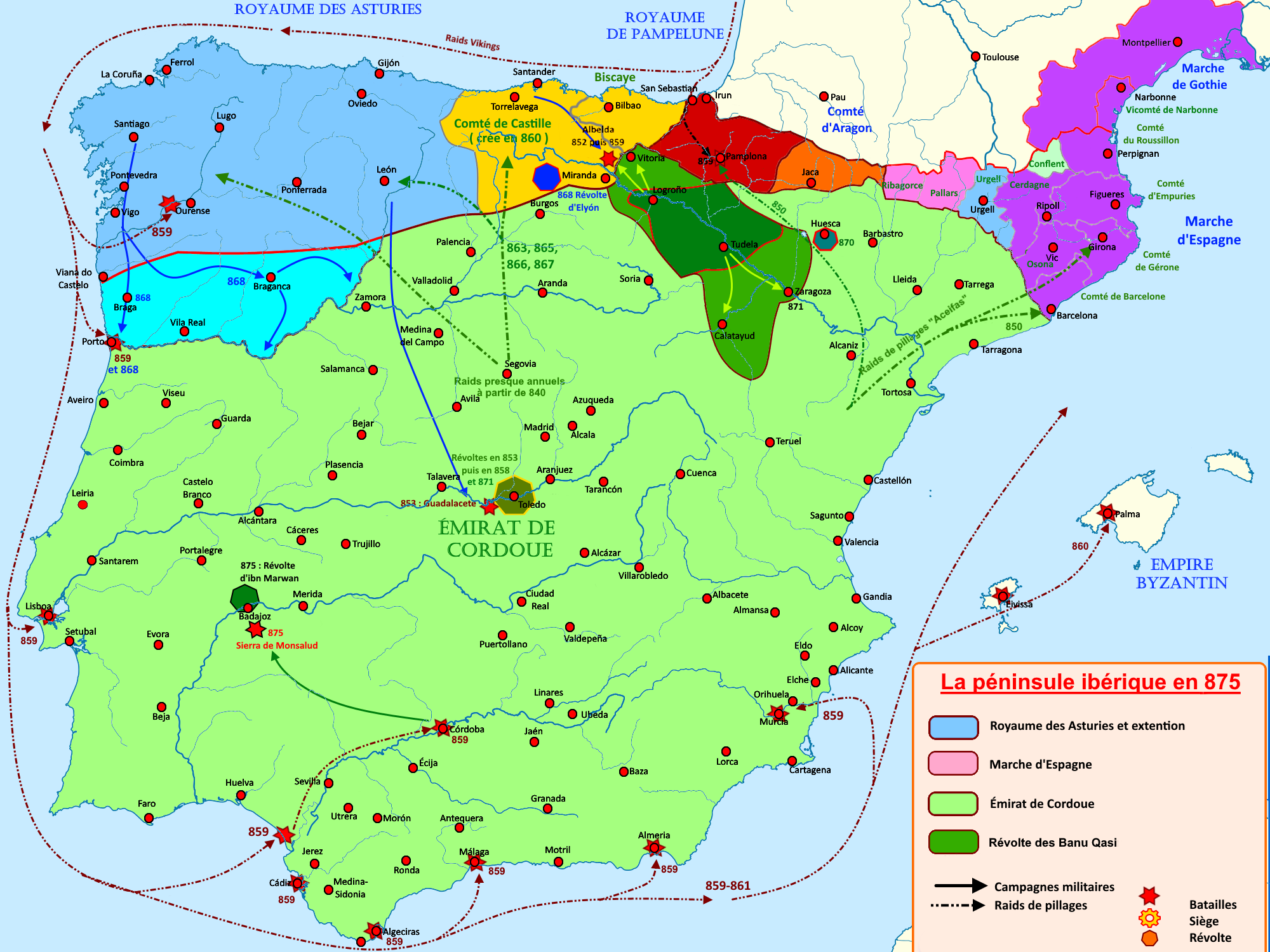
Carte du royaume de Navarre de 850 à 875.

Il ne retrouve sa liberté qu'en 860 contre une rançon de 70.000 dinars et doit laisser des otages aux envahisseurs. À la suite de cet épisode, il doit ensuite s'allier avec Ordoño Ier d'Oviedo mais les forces coalisées des deux royaumes sont défaites en 860 lors de la bataille d'al-Kashtil et le prince héritier Fortún Garcés est capturé et envoyé à Cordoue où il demeure plus de 20 ans captif. Garcia Ier meurt peut-être dès  870 et pendant l'interrègne le pouvoir semble avoir été exercé par Íñigo Garcés Ier.

## Union et postérité
Garcia épouse une princesse Urraca dont les origines sont discutées. Selon Christian Settipani, ce pourrait être la fille de Ramire Ier d'Oviedo, roi des Asturies, et de son épouse Urraca, et la sœur d’Ordoño Ier d'Oviedo.
De cette union naîtront plusieurs enfants :
- Fortún Garcés de Navarre, père entre autres enfants d'Oneca Fortúnez ;
- Sanche Garcés de Navarre, père de :
  - Aznar Sánchez, époux de sa cousine Oneca Fortúnez et père des reines Sancha (x Jimeno Garcés, frère de Sanche Ier) et Toda de Navarre (x Sanche Ier),
  - Belasquita (?) Sánchez, qui épouse en 870 Mutarrif ibn Musa, fils de Musa ibn Musa[3] ou de Musa ibn Galind fils de Galindo Íñiguez[4] ;
- Onneca Garcés de Navarre, elle épousa Aznar II d'Aragon ;
- Semena (Jimena) Garcés de Navarre (†912), elle épousa en 869 Alphonse III des Asturies.

Veuf, Garcia Ier de Navarre épousa en 858 Leodegundia des Asturies, fille d’Ordoño Ier d'Oviedo et sœur d’Alphonse III des Asturies, qui serait donc la nièce de son épouse précédente.